# Список монархів Німеччини
У даній статті міститься список монархів наступних держав і союзів, які об'єднують територію Німеччини:
- Королі Східно-Франкського королівства (843-X століття);
- Королі Німеччини (X століття-1806), включаючи імператорів Священної Римської імперії;
- Імперські вікарії Священної Римської імперії (XV—XVIII століття);
- Протектори Рейнського союзу (1806—1813);
- Президенти Німецького союзу (1815—1866);
- Президенти Північнонімецького союзу (1866—1871);
- Імператори Німецької імперії (1871—1918)

## Східно-Франкське королівство, Священна Римська імперія 843—1806
У даному розділі наводяться монархи Східно-Франкського королівства, утвореного після розділу Франкської імперії в 843 , яке починаючи з X ст. отримало неофіційну назву королівства Німеччини, а також Священної Римської імперії, утвореної в 962, ядром якої була Німеччина. Майбутні імператори після свого обрання (зазвичай за життя батька) і до прийняття імперської корони від Папи Римського називалися королями (офіційно зазвичай римськими, фактично — німецькими). Починаючи з Максиміліана I, титул короля Німеччини став офіційно входити в імператорський титул. Курсивом виділені ті з монархів Німеччини, які хоча і приймали титул короля, але фактично не правили.

### Королі та імператори
| Ім'я                   | Династія        | Вступ на престол                | Коронація імператором | Кінець правління                | Примітка |
| ---------------------- | --------------- | ------------------------------- | --------------------- | ------------------------------- | --- |
| Людовик II Німецький   | Каролінги       | 11 серпня 843                   | -                     | 28 серпня 876                   | Син Людовика I Благочестивого                                                                                 |
| Людовик III Молодший   | Каролінги       | 28 серпня 876                   | -                     | 20 січня 882                    | Син Людовика II Німецького, правив в Саксонії, з 880 р. також в Баварії                                       |
| Карломан               | Каролінги       | 28 серпня 876                   | -                     | 22 вересня 880                  | Син Людовика II Німецького, правив в Баварії, з 877 р. також в Італії                                         |
| Карл III Товстий       | Каролінги       | 28 серпня 876                   | 12 лютого 881         | 11 листопада 887                | Син Людовика II Німецького, правив в Швабії та Реції, з 882 р. у всьому Східно-франкському королівстві        |
| Арнульф Каринтійський  | Каролінги       | 30 листопада 887                | 25 квітня 896         | 8 грудня 899                    | Син Карломана                                                                                                 |
| Людовик IV Дитя        | Каролінги       | 21 січня 900                    | -                     | 20 вересня 911                  | Син Арнульфа Каринтійсьго                                                                                     |
| Конрад I               | Франконська     | 10 листопада 911                | -                     | 23 грудня 918                   | |
| Генріх I Птахолов      | Саксонська      | 6 травня 919                    | -                     | 2 липня 936                     | |
| Арнульф Злий           | Луїтпольдинги   | 919                             | -                     | 921                             | Антикороль в правління Генріха I                                                                              |
| Оттон I Великий        | Саксонська      | 7 серпня 936                    | 2 лютого 962          | 7 травня 973                    | Син Генріха I                                                                                                 |
| Оттон II Рудий         | Саксонська      | 26 травня 961                   | 25 грудня 967         | 7 грудня 983                    | Син Оттона I, король Німеччини в період правління батька (961—973)                                            |
| Оттон III «Чудо світу» | Саксонська      | 25 грудня 983                   | 21 травня 996         | 23 січня 1002                   | Син Оттона II                                                                                                 |
| Генріх II Святий       | Саксонська      | 7 червня 1002                   | 14 лютого 1014        | 13 липня 1024                   | Правнук Генріха I                                                                                             |
| Конрад II              | Салічна         | 8 вересня 1024                  | 26 березня 1027       | 4 червня 1039                   | Праправнук Оттона I                                                                                           |
| Генріх III             | Салічна         | 14 квітня 1028                  | 25 грудня 1046        | 5 жовтня 1056                   | Син Конрада II, король Німеччини в період правління батька (1028—1039)                                        |
| Генріх IV              | Салічна         | 17 липня 1054                   | 31 березня 1084       | 31 грудня 1105                  | Син Генріха III, король Німеччини в період правління батька (1054—1056)                                       |
| Рудольф Швабський      | Рейнфельденська | 15 березня 1077                 | -                     | 16 жовтня 1080                  | Антикороль в період правління Генріха IV                                                                      |
| Герман Зальмський      | Зальм           | 6 серпня 1081                   | -                     | 28 вересня 1088                 | Антикороль в період правління Генріха IV                                                                      |
| Конрад                 | Салічна         | 30 травня 1087                  | -                     | 27 липня 1101                   | Син Генріха IV, король Німеччини в період правління батька (1087—1098), король Італії (1093—1098, 1095—1101). |
| Генріх V               | Салічна         | 6 січня 1106                    | 13 квітня 1111        | 23 травня 1125                  | Син Генріха IV, король Німеччини в період правління батька (1099—1105)                                        |
| Лотар II               | Суплінбурзька   | 24 серпня 1125                  | 4 червня 1133         | 4 грудня 1137                   | |
| Конрад III             | Гогенштауфени   | 7 березня 1138                  | -                     | 15 лютого 1152                  | Онук Генріха IV, антикороль в період правління Лотаря II (1127—1135)                                          |
| Генріх                 | Гогенштауфени   | 30 березня 1147                 | -                     | Серпня? 1150                    | Син Конрада III, король Німеччини в період правління батька (1147—1150)                                       |
| Фрідріх I Барбаросса   | Гогенштауфени   | 4 березня 1152                  | 18 червня 1155        | 10 червня 1190                  | Племінник Конрада III                                                                                         |
| Генріх VI              | Гогенштауфени   | 15 серпня 1169                  | 14 квітня 1191        | 28 вересня 1197                 | Син Фрідріха I, король Німеччини в період правління батька (1169—1190)                                        |
| Фрідріх II             | Гогенштауфени   | 1197                            | -                     | 1197                            | Син Генріха VI, король Німеччини в період правління батька (1196)                                             |
| Філіпп Швабський       | Гогенштауфени   | 6 березня 1198                  | -                     | 21 червня 1208                  | Син Фрідріха II                                                                                               |
| Оттон IV               | Вельф           | 9 червня 1198                   | 4 жовтня 1209         | 5 липня 1215                    | Онук Лотаря II                                                                                                |
| Фрідріх II             | Гогенштауфени   | 5 грудня 1212                   | 22 листопада 1220     | 13 грудня 1250                  | Син Генріха VI                                                                                                |
| Генріх                 | Гогенштауфени   | 23 квітня 1220                  | -                     | 4 липня 1235                    | Син Фрідріха II, король Німеччини в період правління батька (1220—1235)                                       |
| Конрад IV              | Гогенштауфени   | Лютий 1237                      | -                     | 21 травня 1254                  | Син Фрідріха II, король Німеччини в період правління батька (1237—1250)                                       |
| Генріх Распе           | Тюрингська      | 22 травня 1246                  | -                     | 16 лютого 1247                  | Антикороль в період правління Фрідріха II                                                                     |
| Вільгельм Голландський | Голландська     | 3 жовтня 1247                   | -                     | 28 січня 1256                   | Антикороль в період правління Фрідріха II і Конрада IV (1247—1254)                                            |
| Річард Корнуольський   | Плантагенети    | 13 січня 1257                   | -                     | 2 квітня 1272                   | Антикороль в період міжцарів'я                                                                                |
| Альфонс X Кастильський | Бургундська     | 1 квітня 1257                   | -                     | 1273                            | Антикороль в період міжцарів'я                                                                                |
| Рудольф I              | Габсбурги       | 1 жовтня 1273                   | -                     | 15 липня 1291                   | |
| Адольф Нассауський     | Нассау          | 5 травня 1292                   | -                     | 2 липня 1298                    | |
| Альбрехт I             | Габсбурги       | 27 липня 1298                   | -                     | 1 травня 1308                   | Син Рудольфа I, антикороль в період правління Адольфа (1298)                                                  |
| Генріх VII             | Люксембурзька   | 27 листопада 1308               | 29 червня 1312        | 24 серпня 1313                  | |
| Людвіг IV              | Віттельсбахи    | 20 жовтня 1314                  | 17 січня 1328         | 11 жовтня 1347                  | |
| Фрідріх III            | Габсбурги       | 19 жовтня 1314 / 5 вересня 1325 | -                     | 28 вересня 1322 / 13 січня 1330 | Син Альбрехта I, антикороль в період правління Людвіга IV (1314—1322)                                         |
| Карл IV                | Люксембурзька   | 11 липня 1346                   | 5 квітня 1355         | 29 листопада 1378               | Онук Генріха VII, антикороль в період правління Людвіга IV (1346—1347)                                        |
| Гюнтер Шварцбурзький   | Шварцбурзька    | 30 січня 1349                   | -                     | 26 травня 1349                  | Антикороль в період правління Карла IV                                                                        |
| Венцель                | Люксембурзька   | 10 червня 1376                  | -                     | 20 серпня 1400                  | Син Карла IV, король Німеччини в період правління батька (1376—1378)                                          |
| Рупрехт Пфальцький     | Віттельсбахи    | 21 серпня 1400                  | -                     | 18 травня 1410                  | Внучатий племінник Людвіга IV                                                                                 |
| Сигізмунд              | Люксембурзька   | 20 вересня 1410                 | 3 травня 1433         | 9 грудня 1437                   | Син Карла IV                                                                                                  |
| Йост Моравський        | Люксембурзька   | 1 жовтня 1410                   | -                     | 8 січня 1411                    | Племінник Карла IV, антикороль в період правління Сигізмунда                                                  |
| Альбрехт II            | Габсбурги       | 18 березня 1438                 | -                     | 27 жовтня 1439                  | Зять Сигізмунда                                                                                               |
| Фрідріх III (IV)       | Габсбурги       | 2 лютого 1440                   | 16 березня 1452       | 19 серпня 1493                  | Троюрідний брат Альбрехта II                                                                                  |
| Максиміліан I          | Габсбурги       | 16 лютого 1486                  | 4 лютого 1508         | 12 січня 1519                   | Син Фрідріха III, король Німеччини в період правління батька (1486—1493); обраний імператором з 1508          |
| Карл V                 | Габсбурги       | 17 червня 1519                  | 24 лютого 1530        | 21 вересня 1556                 | Онук Максиміліана I, останній імператор, коронований папою                                                    |
| Фердинанд I            | Габсбурги       | 5 січня 1531                    | 21 вересня 1556       | 25 липня 1564                   | Онук Максиміліана I, король Німеччини в період правління брата (1531—1556)                                    |
| Максиміліан II         | Габсбурги       | 22 листопада 1562               | 25 липня 1564         | 12 жовтня 1576                  | Син Фердинанда I, король Німеччини в період правління батька (1562—1564)                                      |
| Рудольф II             | Габсбурги       | 27 жовтня 1575                  | 2 листопада 1576      | 20 січня 1612                   | Син Максиміліана II, король Німеччини в період правління батька (1575—1576)                                   |
| Маттіас                | Габсбурги       | 13 червня 1612                  | 13 червня 1612        | 20 березня 1619                 | Син Максиміліана II                                                                                           |
| Фердинанд II           | Габсбурги       | 28 серпня 1619                  | 28 серпня 1619        | 15 лютого 1637                  | Онук Максиміліана II                                                                                          |
| Фердинанд III          | Габсбурги       | 22 грудня 1636                  | 15 лютого 1637        | 2 квітня 1657                   | Син Фердинанда II, король Німеччини в період правління батька (1636—1637)                                     |
| Фердинанд IV           | Габсбурги       | 31 травня 1653                  | -                     | 9 липня 1654                    | Син Фердинанда III, король Німеччини в період правління батька                                                |
| Леопольд I             | Габсбурги       | 18 липня 1658                   | 18 липня 1658         | 5 травня 1705                   | Син Фердинанда III                                                                                            |
| Йосип I                | Габсбурги       | 23 січня 1690                   | 5 травня 1705         | 17 квітня 1711                  | Син Леопольда I, король Німеччини в період правління батька (1690—1705)                                       |
| Карл VI                | Габсбурги       | 27 жовтня 1711                  | 27 жовтня 1711        | 20 жовтня 1740                  | Син Леопольда I                                                                                               |
| Карл VII               | Віттельсбахи    | 14 січня 1742                   | 14 січня 1742         | 20 січня 1745                   | Зять Йосифа I                                                                                                 |
| Франц I Стефан         | Лотарингська    | 13 вересня 1745                 | 13 вересня 1745       | 18 серпня 1765                  | Зять Карла VI                                                                                                 |
| Йосип II               | Габсбурги       | 27 березня 1764                 | 18 серпня 1765        | 20 лютого 1790                  | Син Франца I, король Німеччини в період правління батька (1764—1765)                                          |
| Леопольд II            | Габсбурги       | 30 вересня 1790                 | 30 вересня 1790       | 1 березня 1792                  | Син Франца I                                                                                                  |
| Франц II               | Габсбурги       | 7 липня 1792                    | 7 липня 1792          | 6 серпня 1806                   | Син Леопольда II, в 1806 р. розпустив Священну Римську імперію                                                |

### Імперські вікарії
Під час міжцарів'я в королівстві Німеччина роль тимчасового глави держави виконували імперські вікарії — пфальцграф Саксонії (у Північній Німеччині) і пфальцграф Рейнський (у Південній Німеччині). Ці посади були спадковими відповідно для курфюрстів Саксонії і курфюрстів Пфальца. У період Тридцятирічної війни права імперського вікарія в південній Німеччині були відібрані у Пфальца і передані Баварії.
| Початок правління | Кінець правління | Пфальцграф Саксонії                    | Пфальцграф Рейнський                |
| ----------------- | ---------------- | -------------------------------------- | ----------------------------------- |
| 9 грудня 1437     | 18 березня 1438  | Фрідріх II (курфюрст Саксонії)         | Людвіг IV (курфюрст Пфальцу)        |
| 27 жовтня 1439    | 2 лютого 1440    | Фрідріх II (курфюрст Саксонії)         | Людвіг IV (курфюрст Пфальцу)        |
| 12 січня 1519     | 17 червня 1519   | Фрідріх III (курфюрст Саксонії)        | Людвіг V (курфюрст Пфальца)         |
| 20 січня 1612     | 13 червня 1612   | Йоганн-Георг I (курфюрст Саксонії)     | Фрідріх V (курфюрст Пфальца)        |
| 20 березня 1619   | 28 серпня 1619   | Йоганн-Георг II (курфюрст Саксонії)    | Фрідріх V (курфюрст Пфальца)        |
| 2 квітня 1657     | 18 липня 1658    | Йоганн-Георг III (курфюрст Саксонії)   | Фердинанд Марія (курфюрст Баварії)  |
| 17 квітня 1711    | 12 жовтня 1711   | Фрідріх-Август I (курфюрст Саксонії)   | Йоганн Вільгельм (курфюрст Пфальцу) |
| 20 жовтня 1740    | 14 січня 1742    | Фрідріх-Август II (курфюрст Саксонії)  | Карл Альбрехт (курфюрст Баварії)    |
| 20 січня 1745     | 13 вересня 1745  | Фрідріх Август II (курфюрст Саксонії)  | Максиміліан III (курфюрст Баварії)  |
| 20 лютого 1790    | 30 вересня 1790  | Фрідріх Август III (курфюрст Саксонії) | Карл Теодор (курфюрст Баварії)      |
| 1 березня 1792    | 7 липня 1792     | Фрідріх Август III (курфюрст Саксонії) | Карл Теодор (курфюрст Баварії)      |

## Рейнський союз1806—1813
| Ім'я       | Титул                                               | Династія | Початок правління | Кінець правління |
| ---------- | --------------------------------------------------- | -------- | ----------------- | ---------------- |
| Наполеон I | Імператор Франції, протектор Рейнської конфедерації | Бонапарт | 25 липня 1806     | 19 жовтня 1813   |

## Німецький союз1815—1866
| Ім'я                 | Титул                                               | Династія      | Початок правління                                                                                  | Кінець правління                                                                                   |
| -------------------- | --------------------------------------------------- | ------------- | -------------------------------------------------------------------------------------------------- | -------------------------------------------------------------------------------------------------- |
| Франц I              | Імператор Австрії, президент Німецької конфедерації | Габсбурги     | 20 червня 1815                                                                                     | 2 березня 1835                                                                                     |
| Фердинанд I          | Імператор Австрії, президент Німецької конфедерації | Габсбурги     | 2 березня 1835                                                                                     | 12 липня 1848                                                                                      |
| ерцгерцог Йоганн     | Імперський вікарій                                  | Габсбурги     | 12 липня 1848                                                                                      | 20 грудня 1849                                                                                     |
| Фрідріх Вільгельм IV | Король Пруссії                                      | Гогенцоллерни | від титулу імператор Німеччини, запропонованого Франкфуртським парламентом в 1849 році, відмовився | від титулу імператор Німеччини, запропонованого Франкфуртським парламентом в 1849 році, відмовився |
| Франц Йосиф I        | Імператор Австрії, президент Німецької конфедерації | Габсбурги     | 1 травня 1850                                                                                      | 24 серпня 1866                                                                                     |

## Північнонімецький союз1867—1871
| Ім'я        | Титул                                              | Династія      | Початок правління | Кінець правління |
| ----------- | -------------------------------------------------- | ------------- | ----------------- | ---------------- |
| Вільгельм I | Король Пруссії, президент Північнонімецького союзу | Гогенцоллерни | 1 липня 1867      | 18 січня 1871    |

## Німецька імперія1871—1918
| Ім'я         | Титул                               | Династія      | Початок правління | Кінець правління |
| ------------ | ----------------------------------- | ------------- | ----------------- | ---------------- |
| Вільгельм I  | Імператор Німеччини, король Пруссії | Гогенцоллерни | 18 січня 1871     | 9 березня 1888   |
| Фрідріх III  | Імператор Німеччини, король Пруссії | Гогенцоллерни | 9 березня 1888    | 15 червня 1888   |
| Вільгельм II | Імператор Німеччини, король Пруссії | Гогенцоллерни | 15 червня 1888    | 9 листопада 1918 |